# Bernard du Granrut
Pour les articles homonymes, voir Granrut.
Pour les autres membres de la famille, voir Famille de Bigault.
Bernard du Granrut, né le 12 mai 1920 à Sainte-Menehould et mort le 16 août 2009 à Châlons-en-Champagne,, est un avocat de droit des sociétés et de droit pénal des affaires, ancien bâtonnier de l'ordre des avocats de Paris.

## Biographie
Bernard de Bigault du Granrut est le fils d'André de Bigault du Granrut, maître de verrerie, mort déporté au camp de concentration de Neuengamme, et de Marie-Thérèse Poultier.
Il épouse Claude de Renty, première adjointe du maire de Senlis, vice-présidente du conseil régional de Picardie et présidente par intérim du Comité des régions à Bruxelles, qui lui donne cinq enfants : Ariel, Sylvie, Thierry, Sabine et Charles. Il est le beau-frère de Ghislaine Marchal, assassinée dans l'affaire Omar Raddad.
Il suit ses études au cours Saint-Louis, au collège Stanislas et à la faculté de droit de Paris. Après une licence de droit, il travaille avec le futur bâtonnier Georges Chresteil, et s'engage en 1944 dans la 2e division blindée. 
Il devient secrétaire de la conférence du stage des avocats à la cour d'appel de Paris et de la conférence du stage des avocats à la Cour de cassation en 1946.
Il crée en 1957, avec Georges Chresteil, la première association d'avocats en France, le cabinet Granrut Chresteil, qui devient successivement Granrut Chresteil Brillatz, Granrut Vatier Baudelot, puis enfin Granrut Avocats.
Bernard du Granrut devient avocat-conseil du ministère des Affaires étrangères en 1959.
De 1970 à 1975, il est le premier président de l'Association pour le développement de l'informatique juridique.
Il créa la Délégation du Barreau de Paris à Bruxelles en 1981, devenue Délégation des Barreaux de France, dont il fut président jusqu'en 2003.
Il est bâtonnier de l'ordre des avocats de Paris de 1982 à 1983.
Il est président de l'Union nationale des Caisses des règlements pécuniaires des avocats (UNCA) de 1985 à 1987.
De 1986 à 1989, il est délégué interministériel aux professions libérales auprès des Premiers ministres Jacques Chirac et Michel Rocard.
De 1994 à 1998, il a été membre du Comité économique et social européen (CES).

## Affaires célèbres
- Procès Barbie : partie civile.
- Affaire du sang contaminé : défense de Laurent Fabius.
- Affaire du Crédit Lyonnais : défense de Jean-Claude Trichet.
- Affaire des écoutes de l'Élysée : partie civile pour un avocat.
- Affaire des marchés publics d'Île-de-France : pour le Parti républicain.

## Publication
- « Au service de la justice »[Où ?]